# Deutsch-Japanisches Zentrum Hamburg
Das Deutsch-Japanische Zentrum Hamburg (kurz DJZ) liegt in der Hamburger Neustadt und besteht aus zwei Gebäuden. Der Entwurf stammt von dem Architekten Meinhard von Gerkan, welcher 1990 den Architektenwettbewerb zu dem Projekt gewann. Das eine Gebäude soll durch seine Blockhaftigkeit an die deutsche Kultur erinnern, wohingegen das andere Gebäude mit seiner Schlankheit eine Metapher für die japanische Kultur darstellen soll.
Zwischen 1993 und 1995 wurde das Gebäude dann unter den Bauherren Deutsche Immobilien Anlagengesellschaft mbH, HANSEATICA Unternehmens Consulting GmbH und Kajima Development GmbH errichtet. Der Bau wurde von der Firma Mero Würzburg ausgeführt. Zurzeit dient eines der Gebäude des Deutsch-Japanischen Zentrums vor allem der Vermietung von Büro und Ladenflächen. Das Gebäude enthält außerdem eine Tiefgarage mit 362 Parkplätzen. In dem anderen Gebäude wird sich mit interkulturellem Austausch beschäftigt. Dort findet auch die Vorarbeit zur Planung des alljährlichen Kirschblütenfestes statt.

## Liste der ansässigen Läden und Institutionen (Stand 2021)
- Staffnet Innovatives Recruiting GmbH Hamburg[6]
- City Kumpir[7]
- Eine Filiale der Schanzenbäckerei[8]
- Kübler Rechtsanwälte[9]
- Engel & Völkers Commercial[10]
- Hair Salon Matsunaga[11]
- German Renewable Shipbrokers[12]
- Marubeni International Europe[13]
- Gebäudemanagement Hamburg GmbH, Schulbau Region Süd[14]
- Finanzbehörde Schulbau Hamburg[15]
- DBB Dienstleistungszentrum Nord[16]
- Keyanian Company[17]
- Hiscox Aktiengesellschaft[18]
- Münchow commandeur Brügge[19]